# Escola d'Administració Pública de Catalunya

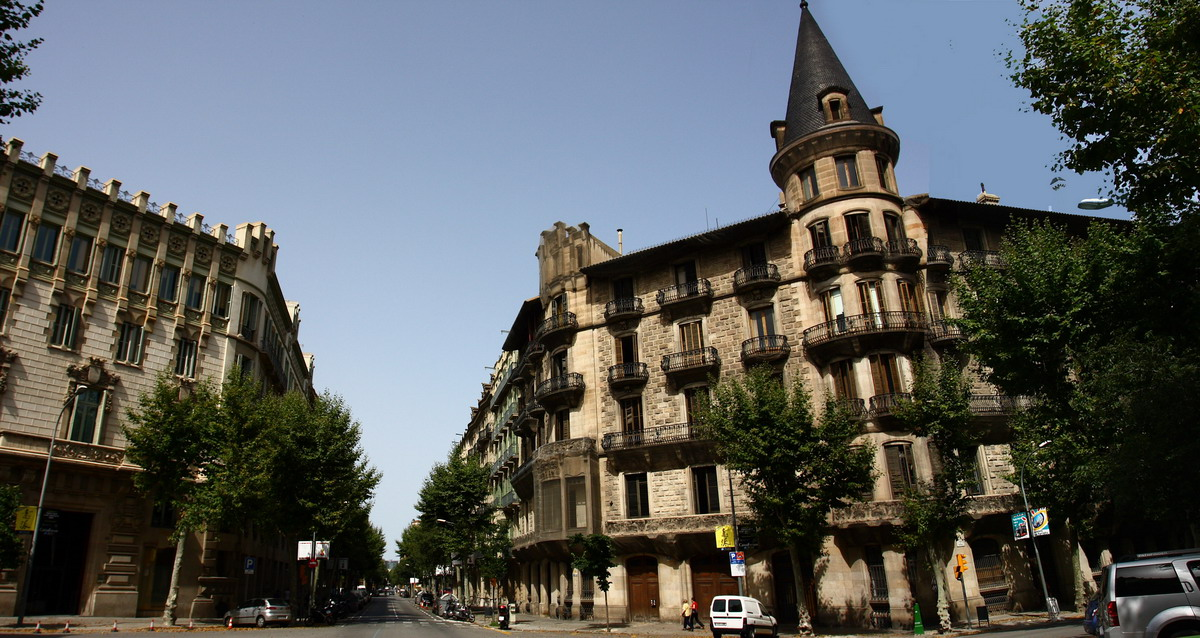
A l'esquerra la Casa Antoni Roger, seu de l'EAPC, i a la dreta la Casa Burés.

L'Escola d'Administració Pública de Catalunya és un organisme autònom de caràcter administratiu, fundat el 1912 per Enric Prat de la Riba, actualment adscrit al Departament de la Presidència de la Generalitat de Catalunya. En aquell moment, va ser la segona escola europea dedicada a la recerca i la formació en matèria d'administració pública. La primera va ser a Düsseldorf.
La formació pràctica i professional era un objectiu prioritari per al regeneracionisme de l'època, a més del coneixement en matèries juridicoadministratives. Calia aconseguir gent preparada en tots els àmbits professionals i adequar l'aparell educatiu a les noves necessitats productives del procés industrialista català i a la nova política municipalista, com a mitjà per aconseguir una cohesió del territori català.

## Història
En el primer informe sobre la proposta de creació de la Mancomunitat de les quatre diputacions catalanes ja es propugnava la conveniència de crear una escola de funcionaris que els proporcionés coneixements bàsics sobre dret administratiu i comptabilitat de les corporacions locals. En això s'emmirallava en el funcionament de les administracions públiques dels països industrialitzats d'Europa. Paral·lelament a la formació impartida a l'Escola a partir de 1914, el director de la qual va ser Isidre Lloret i Massaguer, funcionari de l'Ajuntament de Barcelona i catedràtic de dret municipal, l'Escola va organitzar les setmanes municipals, que se celebraven cada any, en què es debatien els temes crucials per als ajuntaments.
El 1924 —ja amb el nom d'Escola d'Administració— va ser clausurada per la dictadura de Primo de Rivera i va ser reoberta l'any 1930 amb el nom d'Escola d'Administració Pública. Un cop establerta la Generalitat republicana, i fins al 1939, va passar a ser l'Escola d'Administració Pública de la Generalitat de Catalunya.
L'any 1979, la institució va ser recuperada amb la denominació i els objectius actuals d'Escola d'Administració Pública de Catalunya. La Llei 4/1987, de 24 de març, reguladora de l'Escola d’Administració Pública de Catalunya la consolida "com a institució bàsica a Catalunya de formació, selecció i estudi en matèria d'Administració pública".
El 2012 va guanyar la Creu de Sant Jordi.
El 2017, el Govern va aprovar la memòria preliminar de l’Avantprojecte de llei que crearia l’organisme que hauria de substituir l’Escola d’Administració Pública de Catalunya, la futura Escola Nacional de Govern i Administracions Públiques - Enric Prat de la Riba (ENGAP-EPR). La finalització anticipada de la XI Legislatura degut a l'aplicació de l'article 155, així com el no nomenament d'un nou director de l'Escola en aixecar-se l'aplicació del 155 van deixar el projecte en suspens.
Ja dins la tretzena legislatura, el Govern va reprendre el projecte d'aprovar una nova llei amb l'aprovació, el 14 de desembre de 2021, de la memòria preliminar de l’Avantprojecte de llei de l’Escola d’Administració Pública de Catalunya.

## Casa Antoni Roger
L'actual seu principal de l'Escola d'Administració Pública és la Casa Antoni Roger, obra de l'arquitecte Enric Sagnier i Villavecchia edificada entre 1888 i 1890. Situada a la cantonada del carrer Girona i el carrer d'Ausiàs Marc de Barcelona, a principi del segle xx va ser seu de la reconeguda Acadèmia Granados (posteriorment Acadèmia Marshall) del compositor i pianista Enric Granados, on també hi va viure.

## Directors[8]
- Isidre Lloret i Massaguer, 1914-1922
- Ramon Coll i Rodés, 1923-1924
  - [suspensió de l'Escola per la dictadura del general Primo de Rivera]
- Ramon Coll i Rodés, 1930-1936
- Frederic Culí i Verdaguer, director interí 1936
- Josep Xirau i Palau, 1937-1938?
  - [suspensió de l'Escola per la dictadura del general Franco]
- Josep Maria Vallès i Casadevall, 11/10/1979 - 27/02/1980
  - Martí Pagonabarraga i Garro, encàrrec de funcions, 06/03/1980 - 10/09/1980
- Josep-Enric Rebés i Solé, 11/09/1980 - 09/01/1989
  - Eduard Sànchez i Monjo, encàrrec de funcions, 10/01/1989 - 24/05/1989
- Joaquim Ferret i Jacas, 25/05/1989 - 27/03/1996
- Simó Aliana i Magrí, 28/03/1996 - 31/12/1999
- Josep Maria Guinart i Solà, 01/01/2000 - 6/10/2003
  - Maria Teresa Martí i Castro, encàrrec de funcions, 21/10/2003 - 15/01/2004
- Rut Carandell i Rieradevall, 16/01/2004 - 24/05/2006
- Juli Ponce i Solé, 25/05/2006 - 12/12/2006
  - Maria Teresa Aragonès i Perales, encàrrec de funcions 15/12/2006 - 19/03/2007
- Carles Ramió i Matas, 20/03/2007 - 20/01/2011
- Montserrat de Vehí i Torra, des de 01/03/2011 - 22/06/2015
  - Meritxell Masó i Carbó, encàrrec de funcions, 23/06/2015- 01/2/2016[9]
- Agustí Colomines i Companys,[10] 2/2/2016 - 20/04/2018 (aplicació de l'article 155 a Catalunya)
  - Meritxell Masó i Carbó, encàrrec de funcions, 26/04/2018 - 07/06/2018
  - Xavier Gatius i Garriga, encàrrec de funcions, 07/06/2018 - 15/09/2020
- Marta Felip i Torres, 15/09/2020 - 08/06/2021
- Ismael Peña-López, 08/06/2021 - 08/10/2024
- Jaume Magré Ferrán, 29/10/2024 - en el càrrec